# Valeria Baroni
Valeria Soledad Baroni (Buenos Aires, 6 ottobre 1989) è un'attrice e cantante argentina.
Ha acquisito notorietà come volto di Disney Channel nell'America Latina, conducendo, tra l'altro, il programma Zapping Zone dal 2009 al 2012.

## Filmografia

### Cinema
- High School Musical - La sfida (High school musical: El desafío), regia di Jorge Nisco (2008)

### Televisione
- Highway: Rodando la Aventura – serie TV, 12 episodi (2010)
- Cuando toca la campana – serie TV, 4 episodi (2011-2012)
- Violetta – serial TV, 80 episodi (2013)
- Que Talento! – serie TV, 26 episodi (2016)